# 小鱗犬牙石首魚
小鱗犬牙石首魚為輻鰭魚綱鱸形目鱸亞目石首魚科的其中一種，分布於西大西洋區，從委內瑞拉至巴西Santos海域，棲息深度可達30公尺，本魚體銀綠色，背灰色，腹部白色。背鰭黑色，胸鰭，臀鰭和尾鰭淡黃色。口大且斜，下顎突出，上顎具大型犬齒狀的牙齒，大小向後逐漸增加，沒有觸鬚或孔的下巴，背鰭硬棘11枚;背鰭軟條22-25枚;臀鰭硬棘2枚;臀鰭軟條8-10枚，體長可達92公分，棲息在沙泥底質近海，可做為食用魚。